# Louis-Constantin Boisselot
Louis-Constantin Boisselot (Montpellier, 11 de Março de 1809 - Marselha, 5 de Junho de 1850) era um fabricante de pianos.

## Biografia
Em Novembro de 1835 casou-se com Fortunée Funaro, filha de um comerciante de Marselha. Tiveram um filho, Marie-Louis-François Boisselot (1845-1902), conhecido simplesmente como Franz, por ter Franz Liszt (1811-1886) como padrinho, um amigo de longa data da família. Em 1844, na Exposição de Paris, introduziu um piano com “pedal tone”, mecanismo que precedeu o “sostenuto mechanism” que Steinway terá reintroduzido no ano de 1874. O seu negócio continuou por sucessivas gerações até aos finais do século XIX.
As colecções da instituição Klassik Stiftung Weimar incluem o piano de cauda da oficina Boisselot & Fils (Marselha, 1846), que foi presenteado a Franz Liszt, e com o qual compôs muitas obras, durante os seus anos em Weimar. Liszt expressou sua devoção ao instrumento numa carta dirigida a Xavier Boisselot, datada de 1862: “Embora as teclas estejam quase esgotadas pelas batalhas nelas travadas pela música do passado, do presente e do futuro, eu jamais concordarei em mudá-las, e decidi mantê-las até o fim dos meus dias, como um querido colega de trabalho”.
O fabricante de pianos Paul McNulty foi o escolhido pela Klassik Stiftung Weimar para construir uma réplica do piano pessoal de Liszt, o Boisselot datado de 1846. O piano foi construído tendo em vista as celebrações do 200º aniversário do nascimento de Liszt, um projecto do governo do sul da Alemanha. Tanto o original como a respectiva réplica pertencem à instituição Klassik Stiftung Weimar.